# Umarli rzucają cień (film)
Umarli rzucają cień – wojenny film sensacyjny produkcji polskiej z 1978 roku w reżyserii Juliana Dziedziny. Ekranizacja powieści Andrzeja Wydrzyńskiego pod tym samym tytułem.
Zdjęcia kręcono w Katowicach (Nikiszowiec), Łodzi i Pabianicach, a także w Chiwie w Uzbekistanie

## Fabuła
Historia konspiracyjnej działalności podziemnej komórki PPR-u, silnie zinflirtowanej przez agentów Gestapo. Na skutek ich zdrad i prowokacji polska organizacja komunistyczna ulega rozbiciu, a konsekwencje ich działań rzutują na losy polskich lewicowców wiele lat po wojnie.

## Obsada
- Henryk Talar – „Mały”
- Tatiana Sosna-Sarno – Sylwia
- Jerzy Sagan – „Edward”
- Mirosław Szonert – sturmbannführer Kneif
- Danuta Szaflarska – „Mamusia”
- Ewa Wiśniewska – Julia, agentka Gestapo
- Grażyna Dyląg-Burton – „Maria”
- Piotr Fronczewski – hauptsturmführer Hafer
- Jerzy Kryszak – Bogumił, syn „Mamusi”, agent Gestapo
- Wojciech Wysocki – „Konrad”, agent Gestapo „Bubi”
- Elżbieta Kijowska – Ewa, żona „Edwarda”
- Zofia Bawankiewicz – wdowa Max, gospodyni Krystyny
- Danuta Rynkiewicz – Krystyna, siostra „Adama”
- Jacek Domański – „Adam”
- Wirgiliusz Gryń – Wasyl
- Jarosław Kopaczewski – „Bolek”
- Edward Kusztal – „Zygmunt”
- Tadeusz Madeja – Gawlas
- Jerzy Nowak – „Dziadek”
- Jan Padkowski – „Wojciech”
- Zofia Grąziewicz – kobieta w klubie w Berlinie
- Elżbieta Stawowczyk – Erna, sekretarka Kneifa
- Piotr Augustyniak – tajniak
- Zbigniew Bielski – „Sosna”
- Władysław Dewoyno – strażnik w szpitalu
- Janusz Dziubiński – oficer Wehrmachtu
- Krzysztof Kiersznowski – Mikołaj
- Władysław Kozłowski – Bahnschutz
- Jerzy Krasuń – „Piła”
- Paweł Kruk – „Listonosz”
- Antoni Lewek – Hans
- Andrzej Łągwa – strażnik więzienny
- Marian Maksymowicz – „Koń”
- Tadeusz Szaniecki – strażnik więzienny „Anioł”, współpracownik GL

## Produkcja
Pierwsze informacje o ekranizacji powieści Andrzeja Wydrzyńskiego pojawiły się w prasie branżowej w grudniu 1977 roku. Swoją premierę w kinach film miał wiosną 1979 roku. Wydrzyński, autor zarówno literackiego pierwowzoru jak i scenariusza filmu, twierdził na łamach tygodnika Ekran z 1978 roku, że na kwestię rozbicia sztabu AK, a następnie komitetu GL w Zagłębiu podczas okupacji natrafił w tajnych archiwach Gestapo i że próżno ich szukać w polskiej literaturze i filmie. Teza ta została poddana ostrej krytyce polskich recenzentów.
Według krytyka filmowego Aleksandra J. Wieczorkowskiego zawiła, sensacyjno-przygodową fabuła filmu oraz przerysowane postacie ("agentka Gestapo w wytwornym futrze i białym Mercedesie, szef Gestapo intelektualista-sadysta") zaciemniają  historię ruchu rewolucyjnego na Śląsku i Zagłębiu, która zasługuje na rzetelne i poważne potraktowanie.

Plątanina wątków i bohaterów ma przekonać widzów do wielkich zasług konspiratorów z PPR, ale odbiorca po prostu się gubi w natłoku nieprawdopodobieństw.